# 마르세유 턴
마르세유 턴(Marseille Turn)은 축구에서의 특수한 드리블 기술 중 하나이며, 마르세유 룰렛(Marseille Roulette)이라고도 한다. 또한 디에고 마라도나와 지네딘 지단이 이 기술을 많이 선보여 마라도나 턴(Maradona Turn) 또는 지네딘 지단 턴(Zinedine zidaneTurn)으로도 알려져있으며, 게임 카트라이더에도 그런 기술이 있을 만큼 유명한 기술이다

## 요약
마르세유 턴은 상대 수비수가 앞에 있을 때 순간적으로 축구공을 자신의 한 쪽 발로 잡는 동작, 공을 잡은 발을 축으로 자신의 몸을 한 바퀴 회전시키는 동작, 그와 동시에 축구공을 반대 발 방향으로 끌어 반대 발로 축구공을 잡는 동작으로 단순화할 수 있으며, 상대 수비수가 움직일 때 또는 정지해있을 때 등 어떤 상태에서도 시행할 수 있다.
마르세유 턴에서 축구공을 자신의 반대 발 방향으로 끄는 동작은 상대가 태클을 시도할 수 있는 범위에서 축구공의 소유권을 유지할 수 있도록 도와주며, 몸을 한 바퀴 회전시키는 동작은 상대를 등지며 축구공을 지킬 수 있도록 해준다. 또한 가속도가 붙은 상태에서 마르세유 턴을 시행하면 축구공의 소유권을 유지하면서 순간적으로 방향을 전환할 수 있기 때문에 상대 입장에서는 수비하기가 매우 어려워진다는 장점이 있다.

## 같이 보기
- 페인트 (축구)
- 플립 플랩
- 크라위프 턴
- 드리블